# Dominik Dvořák
Dominik Dvořák, né le 9 février 1992, est un pilote de bobsleigh tchèque.